# Kosicyno (obwód amurski)
Kosicyno (ros. Косицино) – wieś w Rosji, w obwodzie amurskim, w rejonie tambowskim. W 2010 liczyła 704 mieszkańców.